# 贝壳菌目
贝壳菌目（学名：Mytilinidiales），是座囊菌纲下的一个目。 

## 下属分类
- 船壳菌科 Gloniaceae
- 贝壳菌科 Mytilinidiaceae